# Symbol
Et symbol er noget konkret (en ting, et væsen, et dyr, en menneskelig figur eller lignende), som har en bogstavelig betydning i teksten (billedet), men som derudover også har en billedlig (overført) betydning.

## Eksempler
Første eksempel: Ringen i Tolkiens roman Ringenes herre er en bogstavelig ring, men derudover er den et billede på magt og ondskab.
Andet eksempel: I Jørn Fabricius' novelle "En brun, en blå, en gul, en rød" (fra 1968) arbejder jeg-fortælleren på en fabrik ved en pult med en maskine. På et tidspunkt fortæller hans arbejdskammerat Leo, at han har set Lilly, som jeg-fortælleren er forelsket i, sammen med en anden mand. Da jeg-fortælleren hører det, kommer han til at lave en forkert bevægelse ved maskinen, og så sker der noget:
”I et nu gav en masse lamper sig til at blinke nede i rummet, og de to nærmeste pulte begyndte at vibrere, medens de brummede som kunne de eksplodere hvad øjeblik det skulle være. Men det var ingenting imod min egen pult, der sprang op og ned, medens alle lamper tændtes og slukkedes i i helt hysteriske sæt. Det er et følsomt apparatur, det her, og jeg anede ikke, hvad jeg skulle gøre.”
Teksten handler ikke kun om, hvad der rent teknisk sker, da jeg-fortælleren kommer til at lave en forkert bevægelse ved et følsomt apparatur i en fabrikshal. Der er ikke kun en bogstavelig betydning i teksten, men tillige en billedlig betydning. Det tekniske kaos er et symbol på det følelsesmæssige kaos i jeg-fortællerens indre.

## Symbol og metafor
Modsætningen mellem symbol og metafor ligger i, at symbolet både har en bogstavelig og en billedlig betydning i teksten , mens metaforen kun har en billedlig betydning.
Et eksempel på et symbol:
Solen er her et symbol, fordi den i teksten både har en bogstavelig betydning og en billedlig betydning. Ganske vist kan vi kun se den bogstavelige betydning her i strofe 1, men allerede i strofe 2 viser den billedlige betydning sig:
Nu bliver det klart, at solen ikke bare er den konkrete sol, men også et billede på Guds kærlighed, der bringer åndeligt lys og åndeligt liv til menneskene. Man kan sige, at solen bliver et symbol.
Et eksempel på en metafor:
”Du er solen i mit liv.”
I dette tilfælde har solen kun en billedlig betydning. Den bruges som et billede på den elskede, der bringer glæde og kærlighed ind i digterens liv. "Solen" er i teksten ikke den konkrete sol; den er "kun" et billede. Her er solen altså en metafor.
I symbolet tages der udgangspunkt i noget konkret, hvorefter dette konkrete gives en billedlig betydning (som solen i I østen stiger solen op). I metaforen tages der derimod udgangspunkt i noget abstrakt, hvorefter dette abstrakte belyses ved hjælp af et billede (som den elskede belyses ved hjælp af billedet "solen"). Se metafor.

## Andre betydninger
Et statussymbol er et ydre tegn på et menneskes eller dyrs foregivne eller virkelige sociale status. For eksempel kan en dyr bil være et symbol på ejerens overklassestatus.
Ordet symbol bruges også som en teologisk betegnelse for en trosbekendelse, dvs. et bekendelsesskrift.